# Gustaaf II Adolf-suite voor orkest
De Gustav II Adolf-suite voor orkest is een compositie van Hugo Alfvén.

## Geschiedenis
Op 6 november 1932 herdacht Zweden de 300ste sterfdag van Gustaaf II Adolf van Zweden, hij stierf op het slagveld van de Dertigjarige Oorlog. De festiviteiten zouden gepaard gaan met een theatervoorstelling in de Koninklijke Opera in Stockholm. Alfvén zag wel wat in die voorstelling, want zowel liefde als strijd kwamen erin voor. Toen hij echter de stukken zag, was hij direct teleurgesteld. Hij vond het maar matig en wendde zich tot de geschiedenisboekjes voor inspiratie.
Hugo Alfvén gaf zelf leiding aan het gezelschap en de Hovkapellet op 6 november maar kon niet voorkomen dat het een sof werd. De zaal stond af en toe blauw van de rook (van kanonnen) en de zaal was uitermate rumoerig. Het grootste deel van de kijkers waren schoolkinderen. Het toneelstuk verdween daarna in de bureauladen. Alfvén had echter zo zijn best gedaan op de muziek, dat hij dacht dat een suite een goed idee zou zijn. Hij bleek gelijk te hebben. Naast zijn symfonieen is het zijn populairste werk geworden.    

## Muziek
De suite bestaat uit de volgende delen:
- Visioen
- Intermezzo
- In de Koninklijke kapel van Keizer Ferdinand
- Sarabande
- Bourrée
- Menuet
- Elegie
- De slag bij Breitenfeld

De Bourrée en de Elegie worden soms ook losstaand uitgevoerd.
Alfvén schreef de suite voor:
- 3 dwarsfluiten (III ook piccolo), 3 hobo's (III ook althobo), 3 klarinetten (III ook basklarinet), 3 fagotten (III ook contrafagot)
- 4 hoorns, 3 trompetten, 3 trombones, 1 tuba
- pauken,  3 man/vrouw percussie,  harpen
- violen, altviolen, celli, contrabassen

## Discografie
- Uitgave Swedish Society: Stig Westerberg met het Symfonieorkest van de Zweedse Radio
- Uitgave Naxos: Okko Kamu met het Symfonieorkest van Helsingborg
- Uitgave Chandos: Petri Sakari met het IJslands Symfonie Orkest